# Жачу
Жачу́ (фр. Jatxou) — коммуна во Франции, находится в регионе Новая Аквитания. Департамент — Атлантические Пиренеи. Входит в состав кантона Баигюра-э-Мондаррен. Округ коммуны — Байонна.
Код INSEE коммуны — 64282.

## География
Коммуна расположена приблизительно в 680 км к юго-западу от Парижа, в 175 км юго-западнее Бордо, в 90 км к западу от По.
На юго-западе коммуны протекает река Нив.

### Климат
Климат тёплый океанический. Зима мягкая, средняя температура января — от +5°С до +13°С, температуры ниже −10 °C бывают редко. Снег выпадает около 15 дней в году с ноября по апрель. Максимальная температура летом порядка 20-30 °C, выше 35 °C бывает очень редко. Количество осадков высокое, порядка 1100 мм в год. Характерна безветренная погода, сильные ветры очень редки.

## Население
Население коммуны на 2010 год составляло 1099 человек.
| 1962 | 1968 | 1975 | 1982 | 1990 | 1999 | 2010 |
| ---- | ---- | ---- | ---- | ---- | ---- | ---- |
| 355  | 389  | 411  | 530  | 648  | 810  | 1099 |

## Администрация
| Период | Период | Фамилия     | Партия | Примечания |
| ------ | ------ | ----------- | ------ | ---------- |
| 1995   | 2020   | Ален Кастен |        |            |

## Экономика
В 2010 году среди 738 человек трудоспособного возраста (15-64 лет) 574 были экономически активными, 164 — неактивными (показатель активности — 77,8 %, в 1999 году было 75,5 %). Из 574 активных жителей работали 541 человек (272 мужчины и 269 женщин), безработных было 33 (12 мужчин и 21 женщина). Среди 164 неактивных 67 человек были учениками или студентами, 63 — пенсионерами, 34 были неактивными по другим причинам.

## Достопримечательности
- Церковь Св. Себастьяна (XIII век). Исторический памятник с 2007 года[8]
- Часовня Св. Спасителя (XII век). Исторический памятник с 1991 года[9]

## Фотогалерея
- Интерьер церкви Св. Себастьяна
- Часовня Св. Спасителя
- Дом хранителя церкви
- Мэрия
- Военный мемориал